# 竹斯物部莫奇委沙奇
竹斯物部莫奇委沙奇（つくし の もののべ の まがわさか）は、6世紀中頃（古墳時代後期）の人物。倭国から百済に派遣された軍人。その名からわかるように、筑紫国の物部であった。

## 概要
『日本書紀』欽明15年12月条によれば、554年に、新羅が海の北の弥移居（屯倉＝直轄領）を滅ぼそうとしたため、百済の聖明王は12月9日に物部麻奇牟を派遣して、函山城を攻めた。その際に、竹斯物部莫奇委沙奇は火矢を上手に射た。